# Foire de Nancy
La foire de Nancy est la fête foraine de Nancy.
Elle se déroule tous les ans au mois d'avril, sur la place Carnot et le cours Léopold à Nancy.

## Historique[1]
Les premières traces d'une foire à Nancy remontent à 1339. Selon Henri Lepage, la foire de Nancy avait déjà lieu en 1341, puisque le duc Raoul de Lorraine y fait référence dans une charte datant de cette époque.
Le lieu de la foire était à l'époque les alentours de l'église Saint-Epvre et de la collégiale Saint-Georges.
Dès 1719, la foire s'étend de la place Saint-Epvre à la place de la Carrière par décision de Léopold Ier de Lorraine.
De 1742 à 1774, la foire déménage place de la Cathédrale.
À la suite de plaintes des riverains, la foire est transférée à côté du marché central.
En 1837, la municipalité installe la foire de mai sur la terrasse de la pépinière.
Depuis 1859, la foire est définitivement installée sur le cours Léopold.
Un siècle plus tard, en 1959, la foire de mai est devancée à avril afin de permettre à la foire-exposition (créée en 1929) d'être avancée de juillet à juin (ainsi la foire de Metz qui se tenait en avril se déroule désormais en mai).
En 2010 avait donc lieu la 672e foire de Nancy qui depuis plus de 150 ans se déroule cours Léopold et place Carnot.
La foire a été annulée en 2020 et 2021 en raison de la pandémie de Covid-19.
La municipalité de la ville de Nancy réfléchit à un réaménagement de la Place Carnot / Cours Léopold nécessitant un déménagement de la Foire attractive.